# 会阴海绵体
会阴海绵体（英語：perineal sponge）是女性性器官下方的海綿體組織。在女性阴道開口和直腸之間。在會陰及会阴体的內部。

## 功能
会阴海绵体由勃起组织構成。在性刺激時，組織會因充血而腫脹，擠壓陰道的前三分之一以及前庭球及尿道海绵体，在進行插入式性行為時，陰道因此會更貼近陰莖，使陰莖得到更多的刺激。

## 性刺激
会阴海绵体也是性敏感區域，有大量的神經末梢，透過陰道後壁或直腸前壁就可以給予会阴海绵体性刺激。此區域有時也會用類似G點的命名，用会阴海绵体英文perineal sponge的縮寫，稱為PS點。在1970年代介紹女性健康和性的書籍《Our_Bodies, Ourselves》中，除了介紹陰蒂和G點外，也有介紹会阴海绵体。